# Гармаш, Николай Кузьмич
Николай Кузьмич Гармаш (4 февраля 1903 — 2 ноября 1991) — советский аграрий и государственный деятель, Герой Социалистического Труда (1958).
Избирался депутатом Верховного Совета УССР 4-го (1955—1959) и 5-го (1959—1963) созывов, делегатом XXII съезда КПСС (1961), делегатом III-го Всесоюзного съезда колхозников (1969).

## Биография
Родился в селе Пески Горбовской волости Черниговского уезда Черниговской губернии Российской империи (ныне — Черниговский район Черниговской области) в многодетной крестьянской семье. В годы Первой мировой войны потерял отца, который погиб на фронте. Окончив в 1915 году начальную школу, начал трудовую деятельность в наймах.
С 1935 по 1977 годы — председатель колхоза «Новый путь» Черниговского района.
В марте 1977 года Н. К. Гармаш вышел на заслуженный отдых.

## Награды
- медаль «Серп и Молот» Героя Социалистического Труда (1958).
- четыре ордена Ленина (1950, 1952, 1953, 1958).
- орден Октябрьской Революции (1971).
- орден Трудового Красного Знамени.
- медали.
- Заслуженный работник сельского хозяйства УССР (1975).
- Почётная грамота Президиума Верховного Совета УССР (1966, 1987).